# Boris Hambourg
Boris Hambourg (russisch Борис Михайлович Гамбург; * 27. Dezember 1884jul. / 8. Januar 1885greg. in Woronesch, Russisches Kaiserreich; † 24. November 1954 in Toronto, Kanada) war ein russischer Cellist.

## Leben
Boris Hambourg war der Sohn von  Mikhail Hambourg (1855–1916). Von 1898 bis 1903 studierte er am Hoch’schen Konservatorium in Frankfurt am Main. Hambourg übernahm nach dem Tod seines Vaters das von diesem im Jahre 1913 im kanadischen Toronto gegründete Konservatorium für Musik. Er war der Mitbegründer des Hart House String Quartet, dessen Cellist er war.
Boris Hambourg war der Bruder von Mark, Jan und Clement Hambourg.